# Thomas Whitney Surette
Thomas Whitney Surette (Concord, 7 de setembre de 1862 - 1941) fou un compositor estatunidenc. Estudià amb mestres particulars i després de desenvolupar diversos càrrecs, el 1907 fou nomenat lector de música de la Universitat de Colúmbia. Va publicar: The Appreciations of music; The Develepment of Symphonic music; Music and Life; The Significance of the Fine Arts, i nombrosos articles en revistes. La seva obra com a compositor comprèn: Priscila, or the Pilgrim's Proxy; The Eve of St. Agnes, balada dramàtica per a solos, cor i orquestra; Serenata per a violí i piano; Portraits; cinc peces par a piano; Let God Arise, antífona en acció de gràcies per l'acabament de la guerra hispanoamericana, i dues peces per a violoncel i piano.